# スコット・オバーグ
スコット・マイケル・オバーグ（Scott Michael Oberg, 1990年3月13日 - ）は、アメリカ合衆国マサチューセッツ州ミドルセックス郡テュークスベリー出身の元プロ野球選手（投手）。右投右打。愛称はオビー。

## 経歴
コネチカット大学ではジョージ・スプリンガーと同期だった。2011年にはトミー・ジョン手術を受けた。
2012年のMLBドラフト15巡目（全体468位）でコロラド・ロッキーズから指名され、プロ入り。契約後、傘下のパイオニアリーグのルーキー級グランドジャンクション・ロッキーズでプロデビュー。25試合に登板して0勝2敗13セーブ、防御率2.33、29奪三振の成績を残した。
2013年はA+級モデスト・ナッツでプレーし、56試合に登板して1勝6敗33セーブ、防御率1.86、61奪三振の成績を残した。
2014年はAA級タルサ・ドリラーズでプレーし、27試合に登板して0勝1敗15セーブ、防御率2.63、21奪三振の成績を残した。
2015年は開幕をAAA級アルバカーキ・アイソトープスで迎えたが、4月12日にメジャー契約を結んで25人枠入りした。4月14日のサンフランシスコ・ジャイアンツ戦でメジャーデビュー。この年メジャーでは64試合に登板して3勝4敗1セーブ、防御率5.09、44奪三振の成績を残した。
2016年は24試合に登板して1勝1敗1セーブ、防御率5.19、20奪三振の成績を残したが、8月に右腕にできた血栓の手術を行った。
2017年はキャリアハイとなる66試合に登板。
2018年は56試合（58.2イニング）に登板し、8勝1敗14ホールド、防御率2.45、57奪三振と、高地で打者有利と言われるクアーズ・フィールドを本拠地とする投手としては驚異的な成績を残した。また、この年のナショナルリーグ（NL）ディビジョンシリーズ（DS）進出をかけたシカゴ・カブスとのワイルドカードゲームにおいて、打者4人を全て三振に打ち取る完璧な内容で延長13回までもつれた死闘を締めくくり、勝利投手となった。
2019年も49試合に登板して、6勝1敗5セーブ8ホールド、防御率2.25と好成績を残していたが、再び右腕に血栓が発生し、胸郭出口症候群と診断されたため、8月16日の試合を最後にマウンドを離れた。
2020年以降は手術とリハビリを続けて復帰を目指してきたが、そのたびに症状が再発し、マイナーでも復帰登板することは叶わなかった。
2023年1月10日に現役引退を発表した。引退後はロッキーズの特別アシスタントを務める。

## 投球スタイル
最速101mph（約162.5km/h）の速球にスライダーを交える。

## 詳細情報

### 年度別投手成績
| 年 度    | 球 団    | 登 板 | 先 発 | 完 投 | 完 封 | 無 四 球 | 勝 利 | 敗 戦 | セ 丨 ブ | ホ 丨 ル ド | 勝 率 | 打 者 | 投 球 回 | 被 安 打 | 被 本 塁 打 | 与 四 球 | 敬 遠 | 与 死 球 | 奪 三 振 | 暴 投 | ボ 丨 ク | 失 点 | 自 責 点 | 防 御 率 | W H I P |
| -------- | -------- | ----- | ----- | ----- | ----- | -------- | ----- | ----- | -------- | ----------- | ----- | ----- | -------- | -------- | ----------- | -------- | ----- | -------- | -------- | ----- | -------- | ----- | -------- | -------- | ------- |
| 2015     | COL      | 64    | 0     | 0     | 0     | 0        | 3     | 4     | 1        | 16          | .429  | 259   | 58.1     | 58       | 10          | 31       | 2     | 6        | 44       | 6     | 1        | 35    | 33       | 5.09     | 1.53    |
| 2016     | COL      | 24    | 0     | 0     | 0     | 0        | 1     | 1     | 1        | 1           | .500  | 113   | 26.0     | 26       | 3           | 11       | 2     | 1        | 20       | 3     | 0        | 15    | 15       | 5.19     | 1.42    |
| 2017     | COL      | 66    | 0     | 0     | 0     | 0        | 0     | 1     | 0        | 15          | .000  | 265   | 58.1     | 70       | 4           | 24       | 2     | 2        | 55       | 3     | 0        | 35    | 32       | 4.94     | 1.61    |
| 2018     | COL      | 56    | 0     | 0     | 0     | 0        | 8     | 1     | 0        | 14          | .889  | 228   | 58.2     | 45       | 4           | 12       | 0     | 3        | 57       | 3     | 0        | 17    | 16       | 2.45     | 0.97    |
| 2019     | COL      | 49    | 0     | 0     | 0     | 0        | 6     | 1     | 5        | 8           | .857  | 223   | 56.0     | 39       | 5           | 23       | 2     | 0        | 58       | 3     | 0        | 18    | 14       | 2.25     | 1.11    |
| MLB：5年 | MLB：5年 | 259   | 0     | 0     | 0     | 0        | 18    | 8     | 7        | 54          | .692  | 1088  | 257.1    | 238      | 26          | 101      | 8     | 12       | 234      | 18    | 1        | 120   | 110      | 3.85     | 1.32    |

### 年度別守備成績
| 年 度 | 球 団 | 投手（P） | 投手（P） | 投手（P） | 投手（P） | 投手（P） | 投手（P） |
| 年 度 | 球 団 | 試 合     | 刺 殺     | 補 殺     | 失 策     | 併 殺     | 守 備 率  |
| ----- | ----- | --------- | --------- | --------- | --------- | --------- | --------- |
| 2015  | COL   | 64        | 6         | 6         | 0         | 1         | 1.000     |
| 2016  | COL   | 24        | 1         | 3         | 0         | 0         | 1.000     |
| 2017  | COL   | 66        | 2         | 7         | 0         | 0         | 1.000     |
| 2018  | COL   | 56        | 4         | 9         | 0         | 2         | 1.000     |
| 2019  | COL   | 49        | 2         | 6         | 0         | 0         | 1.000     |
| MLB   | MLB   | 259       | 15        | 31        | 0         | 3         | 1.000     |

### 背番号
- 45（2015年 - 2019年）